# Fritz Haberl

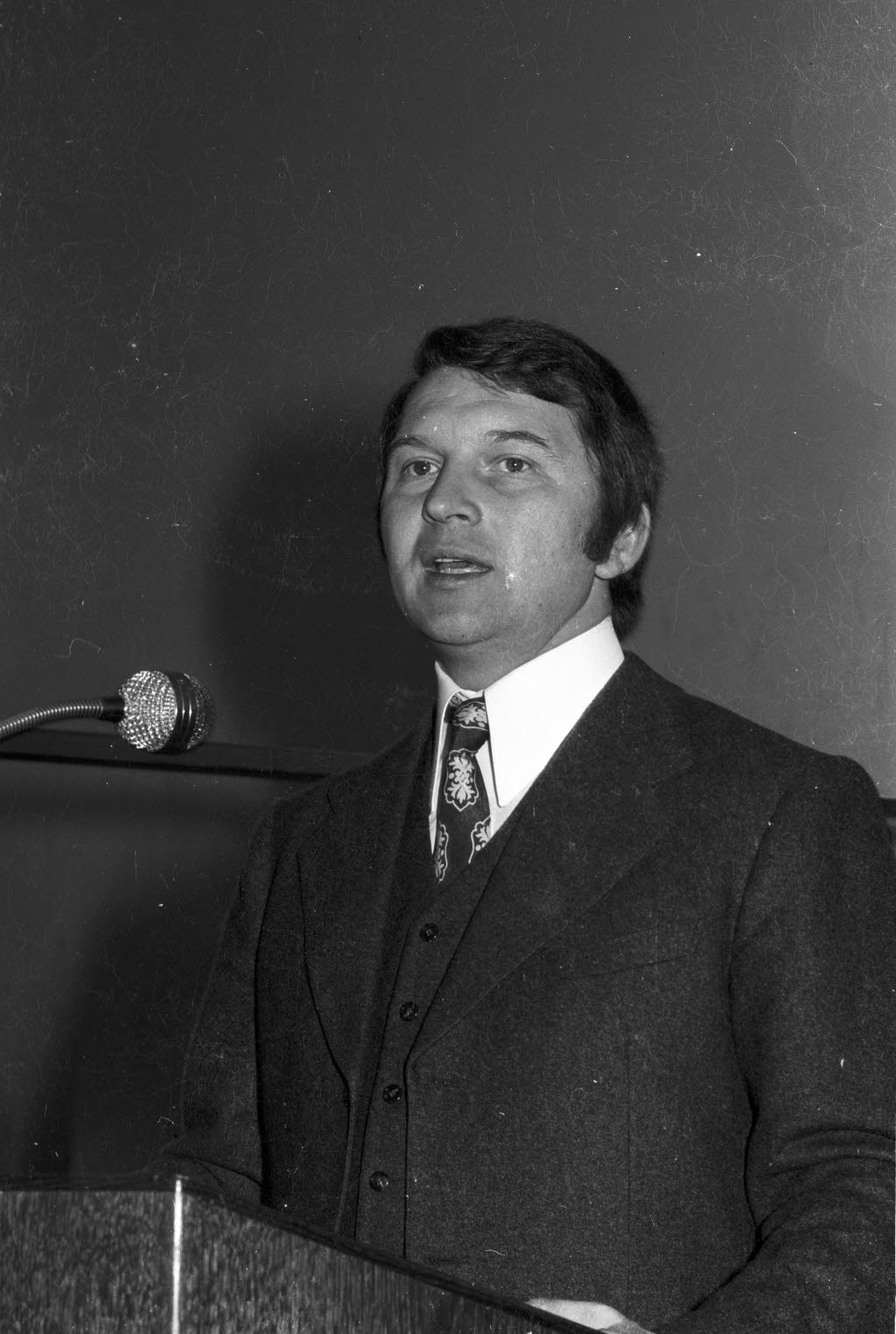
Fritz Haberl (1971)

Friedrich („Fritz“) Haberl (* 2. Januar 1933 in München; † 14. Juni 2012 ebenda) war Chef der Münchner Automobil-Handel Haberl GmbH & Co. KG (MAHAG), Bundestagsabgeordneter, Honorarkonsul der Philippinen, Präsident des Zentralverbands Deutsches Kraftfahrzeuggewerbe (ZDK) und Mitbegründer und Vizepräsident des europäischen Händlerverbands CECRA (Comité Européen du Commerce et de la Réparation Automobile).

## Leben und Wirken
Haberl war studierter Diplomkaufmann und langjähriger Chef der Münchner Automobil-Handel Haberl GmbH & Co. KG (MAHAG). Die MAHAG, das Unternehmen seiner Eltern, hatte er ab 1960 zum Großkonzern ausgebaut und zu einem der führenden Autohandelshäuser in Deutschland und Marktführer beim Verkauf von Porsche, VW und Audi gemacht.
Er trat 1975 der CSU bei und war von 1976 bis 1980 Mitglied des Deutschen Bundestages, in den er über die Landesliste kam. Er war Honorarkonsul der Philippinen und in mehreren Aufsichtsräten tätig.
Von 1978 bis 1990 war er Präsident des Zentralverbands Deutsches Kraftfahrzeuggewerbe (ZDK). 1983 war er Mitbegründer des europäischen Händlerverbands CECRA (Comité Européen du Commerce et de la Réparation Automobile) in Brüssel, dem er als Vizepräsident (1983–1995) und Präsident (1995–1997) diente.

## Ehrungen
- Ehrenpräsident des Zentralverbands Deutsches Kraftfahrzeuggewerbe
- 1983: Verdienstkreuz 1. Klasse der Bundesrepublik Deutschland
- Bayerischer Verdienstorden

## Werke
- Walter Kroemer, Fritz Haberl: Auto 2000. Grüne Welle ins 3. Jahrtausend. Motorbuch Verlag, 1986, ISBN 978-3-613-01126-7.